# CSKコミュニケーションズ
株式会社CSKコミュニケーションズ（英：CSK COMMUNICATIONS CORPORATION）とは、かつて存在したCSK（現・SCSK）の子会社。本社を沖縄県那覇市に置いていた。
2009年7月にサービスウェア・コーポレーション（現・SCSKサービスウェア）に吸収合併され、消滅した。

## 概要
旧CSKグループの地方展開戦略であるビジネスモデル（沖縄モデル）として設立された。沖縄県に拠点を構え、コールセンター事業とシステム開発事業を展開した。自社にテクニカルサポート部門とシステム開発部門を持ち、それを活かした高度なCRMソリューションサービスを提供していた。

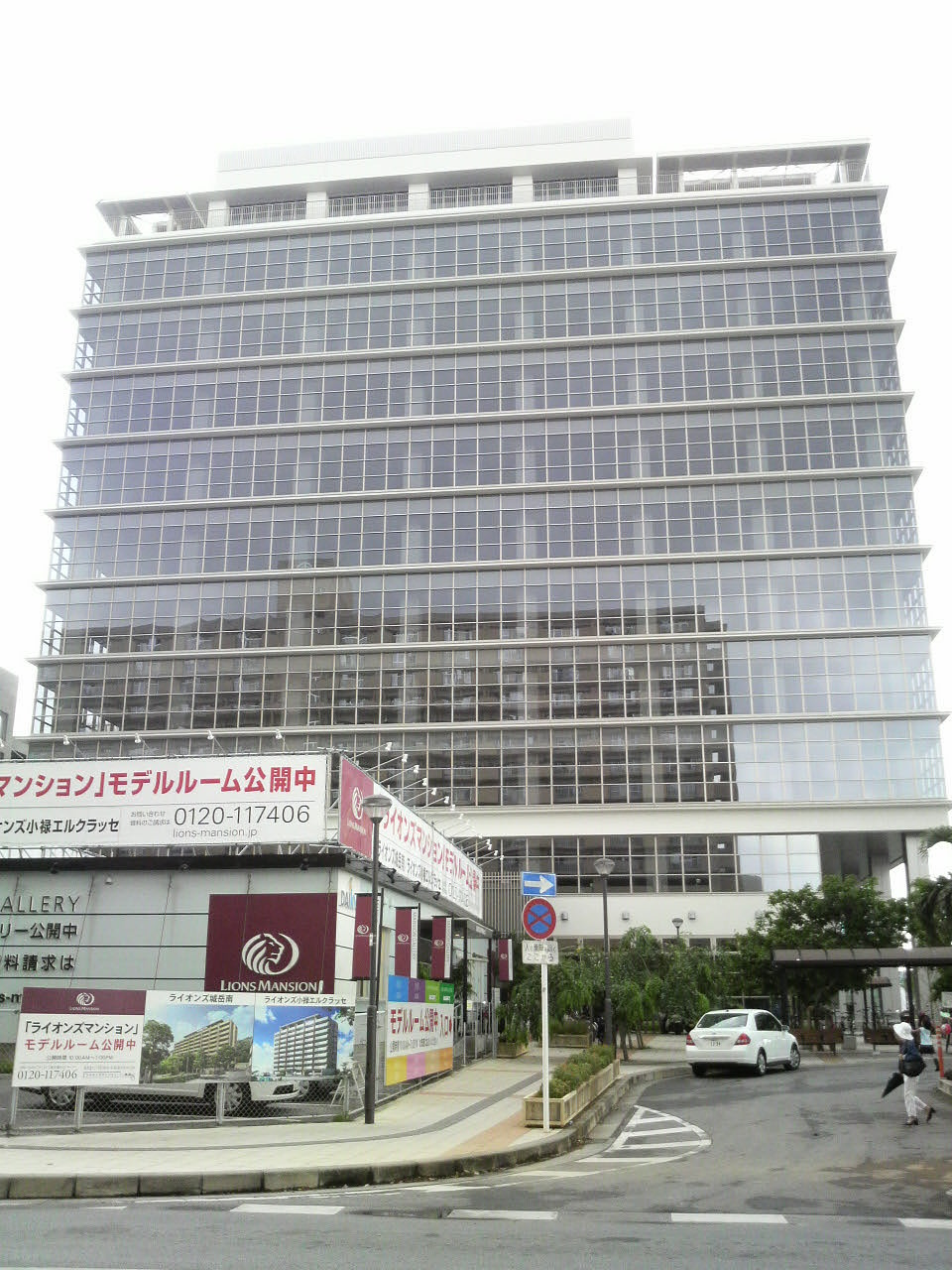
CSK沖縄ビル

## 沿革
- 1998年（平成10年）
  - 4月17日 - 沖縄県那覇市久米に株式会社CSKコールセンター沖縄を設立。資本金3,000万円。
  - 7月 - 外資系ソフトウェアメーカーのOSやアプリケーションソフト等に関するテクニカルサポートサービスを開始。
  - 9月 - 沖縄県よりコールセンターに関するコンサルティング業務（調査）を受託。
- 1999年（平成11年）
  - 1月 - 事業拡大に備え、那覇市壺川に本社を移転。
  - 6月 - 国内コンピュータメーカーのパーソナルコンピュータに関するテクニカルサポートサービスを開始。沖縄県の財団法人雇用開発推進機構より「コールセンター業務基礎技能講座」の講座運営を受託。
- 2000年（平成12年）
  - 4月 - インターネット接続やネットワークゲーム等に関する利用におけるテクニカルサポートサービスをインターネットプロバイダから受託。
  - 10月 - シスコシステムズ社製品に関するテクニカルサポート業務を開始。
  - 11月 - 社名を株式会社CSKコミュニケーションズに変更。
- 2001年（平成13年）
  - 3月 - 外資系コンピュータメーカーのパーソナルコンピュータに関するテクニカルサポートサービスを開始。事業拡大のためオフィスを増床。
  - 4月 - オラクル社製品に関するテクニカルサポートサービスを開始。
  - 6月 - 国内総合メーカーのパーソナルコンピュータに関するテクニカルサポートサービスを開始。
  - 9月 - 大阪証券取引所ナスダック・ジャパン市場に上場。
- 2002年（平成14年）
  - 4月 - CSKコミュニケーションズ100％出資により、株式会社島根CSKを設立。
  - 11月 - CSKコミュニケーションズ100％出資により、株式会社岩手CSKを設立。
- 2003年（平成15年）
  - 2月 - 株式交換により、株式会社CSKの完全子会社となり上場廃止。
  - 7月 - プライバシーマークを取得。
- 2004年（平成16年）2月 - 株式会社沖縄CSKを吸収合併。
- 2005年（平成17年）3月 - CSKコミュニケーションズ100％出資により、株式会社大分CSKを設立。
- 2009年（平成21年）7月 - サービスウェア・コーポレーションに吸収合併され、消滅。

## 出資元会社
- 株式会社CSK

## CSKコミュニケーションズグループ
- 株式会社福井CSK
- 株式会社島根CSK
- 株式会社岩手CSK
- 株式会社大分CSK